# Küsnacht
Küsnacht település Svájc Zürich kantonjában, Meilen kerületben. Népessége a 2010-es évek végén mintegy 14,5 ezer fő.
A Zürichi-tó melletti legtöbb településhez hasonlóan Küsnacht is Zürich elővárosává vált a vasúti összeköttetés 1896-os kiépítésével.
Carl G. Jung pszichiáternek itt volt a klinikája, amely a világ minden tájáról vonzotta a betegeket.

## Látnivalók
- C. G. Jung Intézet (C. G. Jung-Institut)
- Kappel am Albis ciszterci apátsága
- Küsnachter Tobel (szurdok) túraútvonalakkal és ritka növény- és állatvilággal
- A Wulp-kastély romjai

## Híres emberek
- Itt ünnepelte 60. születésnapját Thomas Mann (író), aki hat éven át lakott a településen.
- Itt hunyt el 1961-ben Carl Gustav Jung pszichiáter.
- 1994-től 2023-ban bekövetkezett haláláig itt lakott Tina Turner rockénekesnő.